# ささしま米野歩道橋
ささしま米野歩道橋（ささしまこめのほどうきょう）は、愛知県名古屋市中村区平池町4丁目にある跨線橋である。

## 概要
鉄道施設で隔てられた近畿日本鉄道（近鉄名古屋線）米野駅と名古屋臨海高速鉄道（あおなみ線）ささしまライブ駅を接続する歩行者専用の跨線橋で、都市計画道路椿町線として架設された。
従来、両駅間は直線距離が短いにもかかわらず、その間に東海旅客鉄道（JR東海）関西本線・名古屋車両区および近鉄名古屋線・米野車庫などが立地しており踏切が設置されていなかったことから、付近の向野橋に迂回しなければならず歩行者の移動に時間がかかっていた。折りしも、かつて貨物駅の笹島駅などがあった地区では都市基盤整備のための土地区画整理事業が行われていたが、この基盤整備の一環として架設されたものである。
当跨線橋の架設により市では、米野駅側にある「太閤地区」と、再開発地区「ささしまライブ24」間の移動利便性が向上したとしている。また、ささしまライブ駅側には街区の施設を結ぶペデストリアンデッキが架設される。

## 敷設工事の概要と要目
跨線橋は市の事業として架設されたものだが、近鉄およびJR（あおなみ線を含む）の鉄道用地を跨ぐことから、これらの部分の施工は両社に委託された。なお、それ以外の部分および内装などについては市が施工している。
鉄道用地を跨ぐ部分の工法だが、近鉄が施工した部分は日本最大級とされる1,200トン級のクレーンを使用して橋桁を吊架したほか、JRが施工した部分は仮置きした橋桁を順次押し出すようにして移動させてそれぞれ架設している。なお、両社の敷地区間はそれぞれ1スパンの橋桁が架設されており、両社境界付近の1基を除いて鉄道設備内には橋脚を敷設していない。

### 諸元
- 全長 : 156 m
  - 施工については74 mを近鉄に、82 mをJR東海に委託。
- 幅員 : 4 m
- 昇降設備 : 階段およびエレベーター2基
- 総工費 : 約42億円
- 供用開始日 : 2011年（平成23年）9月7日

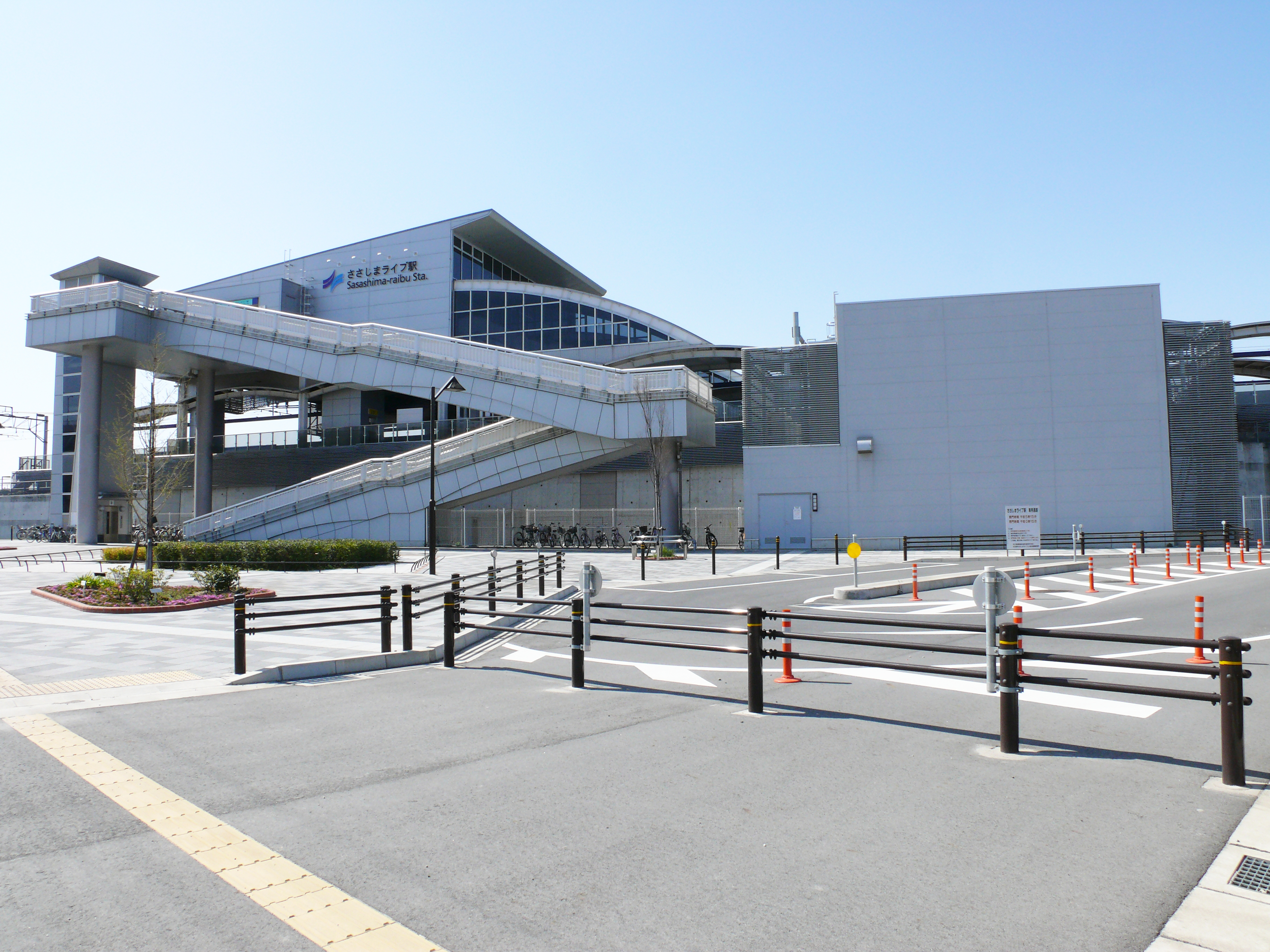
歩道橋架設前のささしまライブ駅。歩道橋は駅出口の左端部分に接続している （2007年4月撮影）
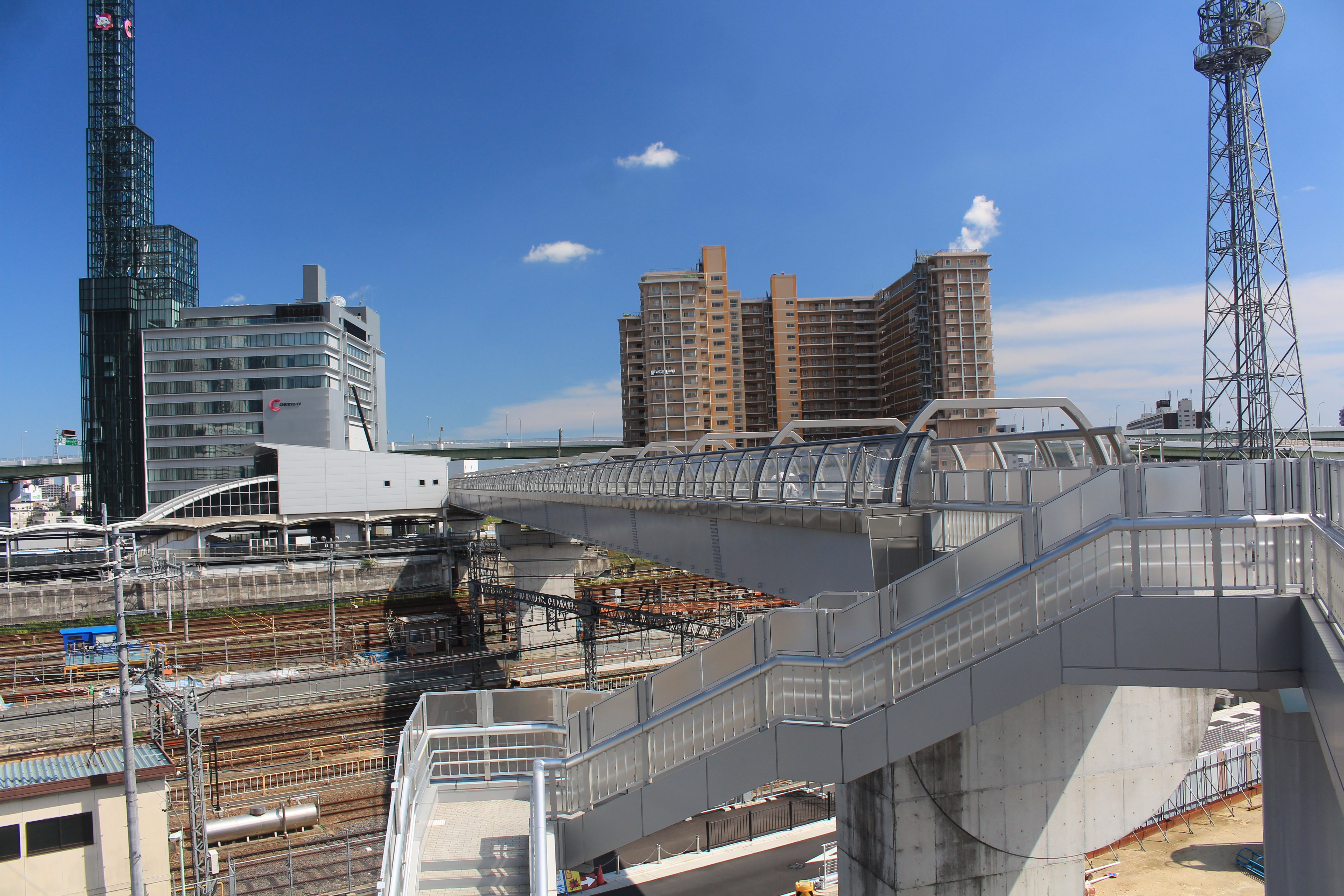
北側から望むささしま米野歩道橋 （2016年7月撮影）

## 歴史
- 笹島駅跡地は鉄道建設・運輸施設整備支援機構が保有していたが、2005年度までに開発主体者などへ譲渡されている[5]。
- 2011年（平成23年）9月7日 ： 併用を開始する。